# كلوريد السلفوريل
كلوريد السلفوريل هو مركب كيميائي لاعضوي يتكون من الكبريت والكلور والأكسجين صيغته SO2Cl2، ويوجد في الشروط القياسية على شكل سائل عديم اللون إلى مصفر، ومن الكواشف المهمة في الاصطناع العضوي.

## التحضير
يمكن أن يحضر المركب من التفاعل المباشر بين غازي الكلور وثنائي أكسيد الكبريت والذي يحفز بوجود الكربون المنشط؛ كما يمكن أن يحضر من تفكك حمض الكلوروكبريتيك:
SO2 + Cl2 → SO2Cl2
{\displaystyle \mathrm {SO_{2}(g)+Cl_{2}(g)\ \longrightarrow \ \ SO_{2}Cl_{2}(l)} }
{\displaystyle \mathrm {2\ HSO_{3}Cl\ \longrightarrow \ \ SO_{2}Cl_{2}+H_{2}SO_{4}} }

## الخواص
يوجد المركب في الشروط القياسية على شكل سائل عديم اللون إلى مصفر، وله رائحة واخزة منفرة، وهو قابل بشكل كبير للاسترطاب، حيث يتحلل عند التماس مع الماء بتفاعل حلمهة:
{\displaystyle \mathrm {SO_{2}Cl_{2}(l)+2\ H_{2}O(l)\ \longrightarrow \ 2\ HCl(g)+H_{2}SO_{4}(l)} }
وهو قابل للامتزاج مع أغلب المذيبات العضوية.
يتفكك المركب بالتسخين إلى ثنائي أكسيد الكبريت والكلور.

## الاستخدامات
يعد كلوريد الثيونيل من الكواشف العضوية المهمة، وذلك مصدراً لغاز الكلور، وخاصة لتحضير مركبات الكلور العضوية. كما يمكن أن يستخدم من أجل تحويل الثيولات أو ثنائي الكبريتيد إلى كلوريدات السلفنيل الموافقة؛ على الرغم من تشكل بعض كلوريدات السلفينيل من الثيولات في بعض الأحيان.